# Опахивание (обряд)

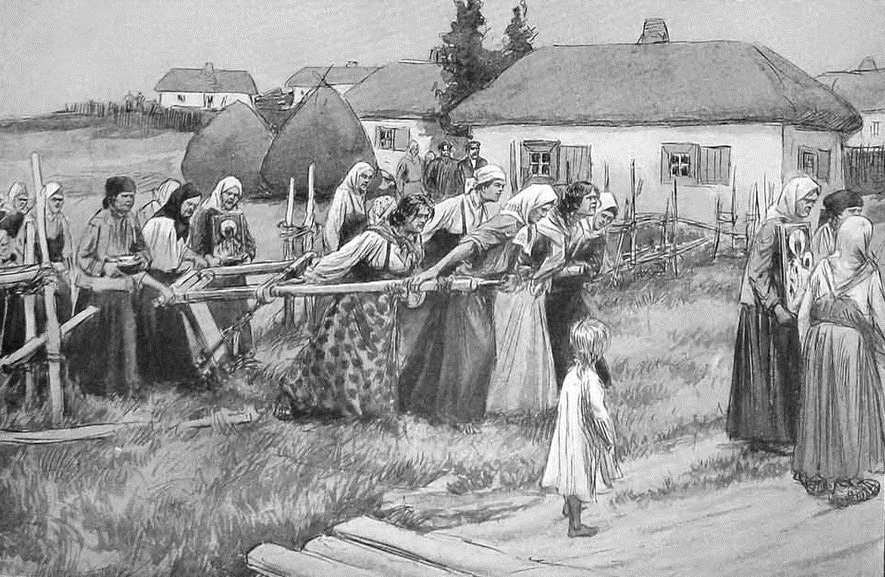
«Выпахивание» холеры во время эпидемии. Окрестности Екатеринославля, XIX век

Опа́хивание (опахивание ритуальное, пахота обережная) — традиционный ритуал у индоевропейских народов. Восходит к праиндоевропейской древности. Заключается в проведении плугом или сохой борозды вокруг определённого участка земли — чаще всего поселения. Ритуал проводится либо при основании поселения или дома, либо при эпидемиях или падеже скота.

## В римской традиции
Ритуал опахивания был произведён Ромулом при основании Рима: он провёл плугом борозду на месте предполагаемых городских стен. Обозначив бороздой границу города, Ромул упорядочил пространство, отделил окультуренное пространство от «дикого». Как сообщает Плутарх в своих «Сравнительных жизнеописаниях»:

Ромул похоронил Рема и своих воспитателей на Ремонии и занялся постройкой города. Он вызвал из Этрурии людей, которые дали ему подробные сведения и советы относительно употребляющихся в данном случае религиозных обрядов и правил, как это бывает при посвящении в таинства. Возле нынешнего Комиция был вырыт ров, куда положили начатки всего, что считается по закону чистым, по своим свойствам — необходимым. В заключение каждый бросил туда горсть принесенной им с собою с родины земли, которую затем смешали. Ров этот по-латыни зовут так же, как и небо, — мундус. Он должен был служить как бы центром круга, который был проведен как черта будущего города. Основатель города, вложил в плуг сошник, запряг быка и корову и, погоняя их, провел глубокую борозду, границу города. Кто шел за ним, должен был заворачивать борозды, проведенные плугом книзу, наблюдая за тем, чтобы ни один комок не лег по другую сторону борозды. Эта черта означает окружность городской стены и называется с выпадением некоторых букв «помериум» вместо «пост-мериум», то есть пространство вне и внутри городской стены. На месте предполагаемых ворот сошник вынимали и приподнимали плуг, вследствие чего оставалось пустое пространство. На этом основании вся стена, кроме ворот, считается священной: ворота не считаются священными, иначе религиозное чувство не позволяло бы в таком случае ввозить или вывозить то, что необходимо, но не считается по закону чистым.

## В славянской традиции
У славян опахивание — это обряд, во время которого сохой проводят замкнутую борозду вокруг села (реже — вокруг отдельной усадьбы или поля) как в профилактических целях для защиты от заразных болезней (особенно от чумы и холеры), мора скота, демонов и стихийных бедствий, так и в очистительных и отгонных целях — для прекращения эпидемии и эпизоотии и изгнания болезни за пределы опахиваемого пространства.
В южнорусской традиции опахивалось место, выбранное для строительства двора или хаты. У западных славян и болгар в ритуале опахивания сохранился вероятно реликт общеиндоевропейской архаики — близнечный культ. Например, опахивание должно проводиться на волах-близнецах, или двумя братьями-близнецами.
На Великую Субботу ещё в XX веке в некоторых деревнях Белоруссии соблюдался следующий обряд: 12 девушек, одевши белые рубашки, брали соху и с молитвою проводили ею борозду вокруг села — этим хотели как бы отгородиться от всего лихого на целый год.
В русской традиции опахивание обычно применялось лишь в экстренных случаях, например при падеже скота, эпизоотии или эпидемии. Для того, чтобы в определённое поселение не зашла «коровья смерть» или любая другая зараза, необходимо реактуализировать его границы. Для этого обычно собиралась группа из незамужних девиц и вдов. Ритуал никто не должен был видеть, особенно мужчины (подглядывающих ждало жестокое наказание). Участницы ритуала (нередко раздетые) запрягались в плуг и проводили борозду, квадратом опахивая селение. Впереди процессии несли кадило и икону св. Власия Севастийского — «скотьего бога». Пропаханную борозду засевали песком. Это действо сопровождалось специальной обрядовой песней:

Вот диво, вот чудо!
Девки пашут, бабы песок рассевают!
Когда песок взойдёт,
Тогда и смерть к нам придёт!

Вся процессия поднимала неимоверный шум и крик, чтобы напугать и выгнать «коровью смерть» из селения. Иногда для этого даже убивалась кошка или собака, случайно встретившаяся на пути шествия, поскольку считалось, что в неё обратилась «коровья смерть».

## Время проведения обряда
Обряд был приурочен к различным праздникам или периодам года: к весеннему Юрию (рус., серб.), к св. Филиппу (чеш.), Ивану Купале (после зажжения ритуального костра) (бел.), к Страстной субботе (бел.), к Петрову дню, дню весеннего выгона скота; опахивание могло совершаться в феврале или ранней весной (рус): обычно накануне отёла — на Агафью Коровницу, иногда на Власьев день. В русских сёлах Харьковской губернии опахивание происходило осенью по окончании жатвы для охраны скота на весь последующий год до нового опахивания. Опахивание в профилактических целях могло производиться раз в три года (рус. москов.). Однако чаще всего оно совершалось по мере необходимости: при угрозе заразного заболевания или для его прекращения. Обычно опахивание проводилось около полуночи, в редких случаях — рано утром до восхода солнца (рус. костром., бел. Полесье) или на утренней заре (рус. нижегород.).